# F-Zero
 (juin 2017).
Si vous disposez d'ouvrages ou d'articles de référence ou si vous connaissez des sites web de qualité traitant du thème abordé ici, merci de compléter l'article en donnant les références utiles à sa vérifiabilité et en les liant à la section « Notes et références ».
F-Zero est une série de jeux vidéo de jeu de course futuriste développée et éditée par Nintendo, apparue pour la première fois en 1990 sur Super Nintendo.

## Genèse
F-Zero est une série de jeux de course futuriste, mettant en scène des véhicules extrêmement rapides lévitant à quelques centimètres au-dessus du sol. Ils disputent des Grand Prix très populaires dans la galaxie, où tous les coups sont permis sur des circuits aux tracés complexes. La compétition de F-Zero se déroule dans un univers fictif (incluant la Terre et la ville de New York rebaptisée Mute City) prenant place au XXVIIe siècle (années 2560) et succède aux Grand Prix F-Max. Le personnage principal, Captain Falcon, deviendra plus tard une des figures emblématiques de l'univers Nintendo
Les courses F-Zero sont réputées pour être un divertissement extrêmement populaire dans la galaxie, dû à sa dangerosité et la férocité de compétition entre les participants. La violence des accélérations, des coups et des sauts font le côté exceptionnel de ses participants, souvent surhumains en termes de résistance. Ce sont principalement des extra-terrestres, des droïdes quelques humains bodybuildés.

### Mute City
Mute City est une des villes emblématiques de l'univers F-Zero, elle est l'évolution de la ville de New York, une mégalopole florissante truffées de gratte-ciels. Elle est le lieu de la première course des saisons de F-Zero et abrite le quartier général de police auquel Captain Falcon est indirectement rattaché, ainsi que le repaire secret de ce dernier d'où il piste les malfrats et planifie ses actions à leurs encontre.

### Incohérences entre lesopus
L'univers F-Zero varié en termes de personnages et de lieux tous très différents. Leur rôle et leurs situations sont remaniées au fil des opus de la série pour les biens du scénario. Le premier exemple est la rivalité entre Captain Falcon et Dr. Stewart affichée dans la BD incluse dans le manuel du jeu F-Zero sur Super Nintendo. Alors que dans la série animée japonaise Zero Falcon Densetsu (dont découlent F-Zero: Climax et F-Zero: GP Legend) le Dr. Stewart fait partie de la brigade anti-criminelle de Mute City. Dans le jeu F-Zero: GP Legend, il est dit que Mute City et la zone de Lightning sont situées sur des planètes séparées. Or, la cinématique de fin de la 3e mission de F-Zero GX laisse supposer que Mute City est située à proximité de Lightning. Dans la 4e mission de F-Zero GX, on aperçoit vers la fin du parcours le panneau holographique ayant pour inscription « Lightning Area » marquant l'entrée de la zone. Des raccourcis scénaristiques existent donc et l'un des plus explicite est le troisième épisode de la série animée F-Zero Falcon Densetsu présentant Lucy Liberty. On y voit une des passerelles interplanétaires permettant aux spectateurs des courses F-Zero de se rendre directement sur le lieu de la course même si celui-ci se trouve sur une planète éloignée.

## Principe du jeu
Le joueur choisit de participer à l'une des coupes F-Zero. Chaque coupe est un petit championnat regroupant plusieurs courses. Pour remporter le championnat le joueur doit totaliser le nombre maximal de points. Les points sont uniquement définis par la position du joueur au franchissement de la ligne d'arrivée au dernier tour.
Le joueur sélectionne un vaisseau et son pilote associé qu'il choisit parmi une liste allant de 4 machines (F-Zero SNES et Famicom Satellaview) à 40 machines (30 vaisseaux F-Zero GX et 10 vaisseaux F-Zero AX)
Lors de la course, l'état du vaisseau du joueur est représenté avec une barre d'énergie. Chaque collision avec les concurrents ou les bordes de la piste ainsi que d'éventuels obstacles (mines) font baisser le niveau d'énergie. Si le joueur perd la totalité de l'énergie de son vaisseau, ou sort de la piste, celui-ci explose lors de l'ultime collision subie.

### Boost et Attaques
L'utilisation du boost et des attaques est différente selon les opus successifs. Les épisodes puristes (F-Zero, F-Zero Grand Prix 2 ou BS F-Zero et F-Zero Maximum Velocity) permettent de booster une seule fois par tour effectué. Lors de l'enclenchement du boost, le vaisseau dépasse sa vitesse maximale normale pendant 5 secondes puis ralentit. Tous les autres épisodes permettent de booster à volonté dès le début du deuxième tour. Le boost est alors une franche accélération de courte durée. Toutefois, chaque coup de boost entame la barre d'énergie. Celle-ci peut alors se recharger en pilotant dans les zones de recharges qui sont signifiées par des barres colorées se trouvant sur le circuit.
On peut également remonter son niveau d'énergie en attaquant des concurrents. Alors les points d'énergie perdus par la victime de l'attaque seront gagnés par son auteur. Il existe deux sortes d'attaques : les attaques latérales et les attaques tournantes.
Les attaques latérales sont des chocs latéraux brusques signifiés par un arc d'énergie du côté de l'attaque. Elles peuvent être utilisées pour réajuster la trajectoire dans des virages serrés ou des sauts.
Les attaques tournantes sont des rotations très rapides du vaisseau qui créent un effet tourbillonnant. Ces attaques sont utilisées pour freiner la course des concurrents approchant par l'arrière en en percutant plusieurs d'un coup. Elles sont très utiles dans les passages étroits ou lors d'une remontée rapide de concurrents derrière soi.

## Personnages principaux
Les courses de F-Zero, BS F-Zero, F-Zero: Maximum Velocity et F-Zero: GP Legend sur GameBoy Advance n'ont lieu qu'entre 4 participants qui restent les personnages emblématiques de la série. Chaque pilote a sa propre machine, histoire et motivations.
- Captain Falcon : Héros de la série. Il est l'un des meilleurs chasseurs de primes de la galaxie et le gagnant du prix F-Zero dans les épisodes X et GX. Il pilote le Blue Falcon, il est très équilibré dans sa vitesse et son comportement. Idéal pour faire ses armes dans le jeu.

- Samurai Goroh : L'un des principaux rivaux de Falcon. Quand il ne court pas sur les grands prix, il dirige un gang de bandits ayant pour repaire le Red Canyon. Il pilote le Fire Stingray, lourd et résistant. Lent en accélération et très rapide en vitesse de pointe.

- Dr. Stewart : Gentleman de renom ou médecin aux compétences hors-normes selon l'opus. Sa plus grande passion est néanmoins le championnat F-Zero. Il pilote le Golden Fox, très vif en accélération mais peu adhérent en trajectoire.

- Pico : Un mercenaire extraterrestre agressif aux réflexes très rapides, connu pour arrondir ses revenus de tueur sur gage en courant pour gagner la récompense destinée au vainqueur. Il pilote le Wild Goose, réputé pour la vivacité de sa direction mais délaissé pour ses performances et son grip exagéré.

## Liste des jeux

### Série principale
- F-Zero : le tout premier jeu de la série est sorti en 1990 au lancement de la Super Famicom au Japon. Il a impressionné les foules grâce à ses graphismes donnant une impression de 3D (grâce au mode 7) et sa vitesse d'animation stupéfiante pour l'époque.
  - BS F-Zero Grand Prix et BS F-Zero Grand Prix 2 (1996-1997) : Modification technique de F-Zero comprenant de nouveaux circuits et véhicules. Elle était disponible uniquement au Japon en téléchargement sur l'extension Satellaview de la Super Famicom.
- F-Zero X : premier épisode en 3D de la série sorti en 1998 sur Nintendo 64. Il propose 30 véhicules différents et 5 championnats. Les graphismes sont souvent considérés comme pauvres mais cela est dû à une vitesse d'animation accrue (50 images par seconde).
  - F-Zero X Expansion Kit : un add-on destiné au jeu F-Zero X disponible en 2000 sur l'extension 64DD de la Nintendo 64. Il ajoute 12 nouveaux circuits et un éditeur de vaisseaux et de circuits.
- F-Zero: Maximum Velocity (2001) : retour aux sources pour cet opus sur Game Boy Advance, qui reprend les éléments du premier jeu de la série.
- F-Zero GX (2003) : l'épisode GameCube de la série a été développé par Sega. Il reprend les principes de l'épisode X sur N64 et y ajoute un mode histoire et un éditeur de véhicules.
  - F-Zero AX : version arcade de F-Zero GX, développée sur la borne Triforce co-développée par les trois firmes SEGA, Namco et Nintendo. Ses circuits et personnages (à l’exception de Falcon) sont différents de ceux de F-Zero GX . Cette borne d'arcade permettait de totaliser des points sur une F-Zero License Card et de débloquer plus facilement du contenu sur F-Zero GX en y insérant une carte mémoire GameCube contenant votre sauvegarde F-Zero GX. La totalité du contenu du jeu F-Zero AX est contenu du disque du jeu F-Zero GX sur Gamecube. Il est possible de jouer à une version très proche de l'original F-Zero AX en activant des codes Action Replay au lancement du jeu et de bénéficier de la même fonction de déverrouillage de contenus que la borne.
- F-Zero: GP Legend : deuxième épisode Game Boy Advance sorti en 2004.
- F-Zero: Climax (2004) : troisième épisode Game Boy Advance sorti en 2004. Il est basé sur la série animée F-Zero Falcon Densetsu.

## Anime
Une série d'animation basée sur l'univers de F-Zero, intitulée F-Zero Falcon Densetsu au Japon et F-Zero GP Legend en Amérique du Nord, a vu le jour en 2003, composée de 51 épisodes de 25 minutes. Elle influence la genèse des jeux F-Zero GX, F-Zero: Climax et F-Zero: GP Legend.

## Autres apparitions
Captain Falcon est un personnage récurrent de la série de jeux Super Smash Bros.. Mute City et Big Blue apparaissent en tant que stages dans le jeu de combat Super Smash Bros. Melee sur GameCube. Mute City et Big Blue sont deux circuits qui ré-apparaissent ensuite dans Mario Kart 8 sur Wii U puis sont portés sur Nintendo Switch dans Mario Kart 8 Deluxe.